# Wusum Stars
El Wusum Stars es un equipo de fútbol de Sierra Leona que juega en la Primera División de Sierra Leona, la segunda liga de fútbol en importancia en el país.

## Historia
Fue fundado en la ciudad de Bombali y es el club más importante de la ciudad; así como el único que ha ganado un título nacional, el cual fue la Copa de Sierra Leona en el año 1979/80.
El club militó en la Liga Premier de Sierra Leona hasta que en la temporada 2011/12 quedaron en 13.er lugar entre 14 equipos, por lo que descendieron de categoría.
A nivel internacional han participado en un torneo continental, en la Recopa Africana 1980, donde fueron eliminados en la primera ronda por el Kadiogo FC de Alto Volta.

## Palmarés
- Copa de Sierra Leona: 2

1979, 1980

## Participación en competiciones de la CAF
| Temporada | Torneo          | Ronda | Club       | Casa | Visita | Global      |
| --------- | --------------- | ----- | ---------- | ---- | ------ | ----------- |
| 1980      | Recopa Africana | 1     | Kadiogo FC | 4-1  | 1-4    | 5-5 (2-4 p) |